# Хеміншань

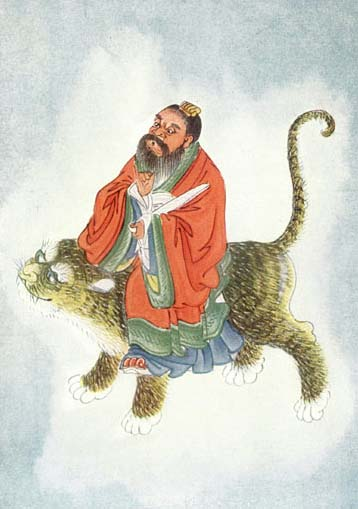
Чжан Даолін, перший небесний наставник

Гора Хемін (кит.: 鹤鸣山, Hèmíng Shān, хемін-шань), також Хумін (鹄鸣山) — гора заввишки від 600 до 1330 м, знаходиться в повіті Даї на заході Ченду, китайська провінція Сичуань. Назва гори асоціюється із закликом журавля.

## Географія
Гора має два піки і пагорб між ними, піки асоціюють з крилами журавля, а пагорб — з головою.
На північ від цієї гори знаходиться гірська система Цинченшань, де Чжан Даолін заснував храмовий комплекс. Адміністративно територія гори підпорядкована місту Ченду.

## Значення
Згідно даоської традиції, в 142 р. на цій горі до патріарха Чжан Даоліна спустився з Небес особисто Лао-цзи, дарувавши йому посвячення в Небесні Наставники. Ця подія послужила початком даоської Школи Небесних Наставників, одного з напрямів даосизму, який існує до сьогодні. 
Вважається, що на цій горі жили також знамениті даоси Чень Туань, Ду Гуантін (杜光庭, 850—933) і Чжан Саньфен. Гору відвідували також імператори, зокрема Юнле.
Під час культурної революції храми були зруйновані, але частково відновлені після 1990 р.

## Ресурси Інтернету
- Mt. Heming[недоступне посилання з липня 2019]
- Mt. Heming Daoist Temple
- Die Wurzeln der Himmelsmeister